# Tubo de flujo
Un tubo de flujo se define como una región del espacio con forma cilíndrica (o de tubo) que contiene un campo magnético de forma que el campo creado en la superficie del tubo es paralelo a dicha superficie. Tanto la sección transversal del tubo como el campo contenido en él pueden variar a lo largo del tubo, pero el flujo magnético es siempre constante.
Este término es ampliamente utilizado en el campo de la astrofísica, ya que un tubo de flujo posee generalmente ciertas características como un poderoso campo magnético, entre otras propiedades, que difieren sustancialmente del espacio circundante. Se han encontrado muy frecuentemente alrededor de estrellas, incluyendo el Sol, las cuales pueden poseer muchos de estos tubos de flujo con longitudes de hasta 300 km de diámetro. Las manchas solares también son asociadas con largos tubos de flujo de 2500 km de diámetro. También se han descrito tubos de flujo en algunos planetas. Un ejemplo bien conocido es el tubo de flujo existente entre Júpiter y su luna Ío.